# Отношения между България и Испания
Отношенията между Испания и България се отнасят до дипломатическите отношения между Кралство Испания и Република България. Двете държави установяват дипломатически отношения на 8 май 1910 г. Връзките са замразени през 1946 г. и възстановени през 1970 г. на ниво консулска служба и търговска мисия. От 27 януари 1970 г. дипломатическите отношения са издигнати до ниво на посолство. България има посолство в Мадрид и почетно консулство в Барселона. Испания има посолство в София.
И двете страни са пълноправни членки на НАТО и Европейския съюз.

## Двустранни отношения
Понастоящем испано-българските отношения се считат за отлични. Испания е подходящ бизнес партньор за България и изтъкнат инвеститор. Освен това Испания е една от предпочитаните дестинации за българската емиграция и основен изпращач на парични преводи, които балканската държава получава от чужбина. В политическата сфера Испания винаги подкрепя интеграцията на България в обществени институции и други международни организации. Сътрудничеството в това отношение е насочено към институционално укрепване и формиране на човешки капитал. Въпреки че има отлично географско положение, в район със стратегическа стойност, където пътищата за достъп между Балканите, Източна Европа и Турция се сливат, България все още не може да се възползва от пълния търговски потенциал на географското си местоположение поради недостатъци в транспортната инфраструктура, които възпрепятстват директния износ от страни като Испания.

## Търговски отношения
Търговските отношения между двете страни се характеризират с баланс, благоприятен за Испания от 2008 г. насам. Що се отнася до най-често срещаните сектори и продукти за испанския износ, първо се откроява придобиването на медна руда, последвано от месни продукти, автомобили и трактори, машини и механични устройства и фармацевтични продукти. От своя страна износът от България за Испания през последните години се фокусира върху зърнените култури като основен продукт, а също и електрически уреди и материали, облекло, машини и механични уреди. Що се отнася до обмена на услуги, испанският износ претърпява значителен тласък през последните години, с възходяща тенденция в сектори като бизнес услуги и финансови услуги.
Сред основните сектори на възможностите в България се откроява управлението на водите. Новото българско законодателство в тази област улеснява управлението на местни компании за пречистване на хидроложки ресурси чрез проекти за публично-частно сътрудничество.
Обновяването на градската инфраструктура, електронните системи за контрол на движението, транспортната инфраструктура (развитие на магистрали), обновяването на електрическата мрежа, насърчаването на възобновяемите енергии, управлението на градските отпадъци, придобиването и управлението на земи, култивирането в селскостопанския сектор също предлагат интересни възможности за испанските компании.
Производственият сектор обаче от няколко години привлича интереса на чуждестранни компании, които виждат в изгодните фискални условия на България и в човешки капитал, който предлага добре обучена и евтина работна ръка за производство, особено в текстилния и обувния сектор, както и в производството на компоненти и части на промишлени стоки.

## Кралски визити в България
- Крал Хуан Карлос и Кралица София Испанска
  - 23–25 май 1993 – София
  - 8–10 юни 2003 – София и Пловдив

- Принцът и Принцесата на Астурия.
  - 9–10 февруари 2006 – София

- юли 2013 - Делегация от Виго (Галисия, Испания), ръководена от А. Йелера - София, Пловдив и Плевен.